# Air batu campur

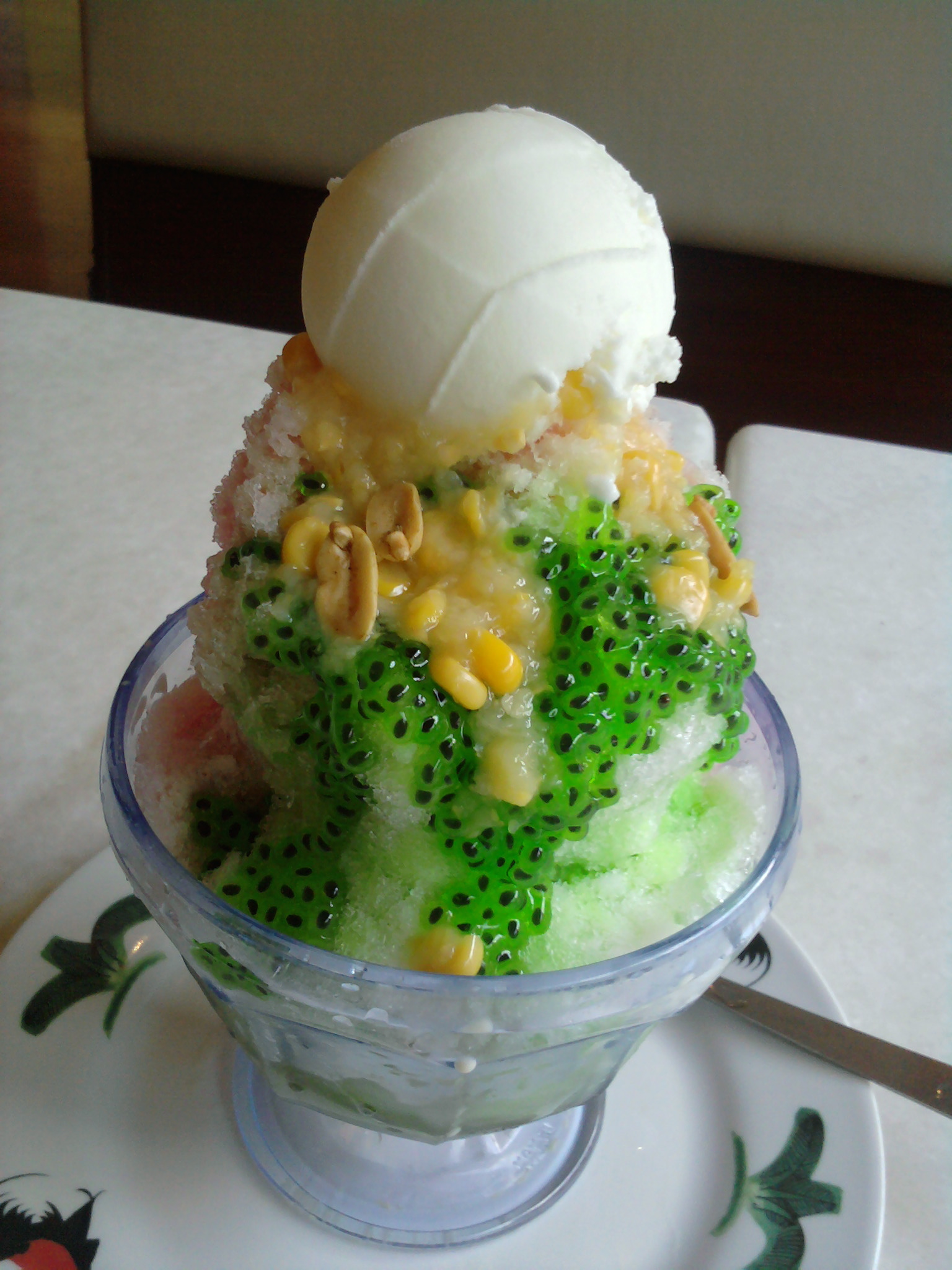

Air batu campur (mixad is) oftast kallad ABC (även känd som Ais kacang (nötter, is) i Penang och Singapore) är en malaysisk efterrätt gjord av hyvlad is. Från början bestod den endast av hyvlad is och röda bönor, men antalet ingredienser har sedan dess utökats. Idag har ABC vanligen starka färger och serveras med olika fruktcocktails och dressingar. I Malaysia innehåller nästan alla varianter numera en stor av portion attap chee (palmfrön), röda bönor, sockermajs, gräsgelé och kuber av agar som vanliga ingredienser. 
Andra mindre vanliga ingredienser är aloe vera, cendol, nata de coco och glass. Slutligen ringlas en toppning av kondenserad mjölk, eller kokosmjölk över berget av is. Några matställen har även infört nya toppingar såsom durian, chokladsås och glass. Det finns också versioner som serveras med gula melaka (palmsockersirap) i stället för flerfärgade toppingar.
Traditionellt användes en speciell ismaskin för att framställa den hyvlade isen som används i desserten, ursprungligen handvevad men numera oftast motordriven.